# واودیگنی
واودیگنی (به فرانسوی: Vaudigny) یک کامین در فرانسه است که در Canton of Haroué واقع شده‌است.

## خصوصیات
واودیگنی ۳٫۹۴ کیلومترمربع مساحت و ۴۱ نفر جمعیت دارد و ۳۰۵ متر بالاتر از سطح دریا واقع شده‌است.